# Władimir Diekanozow
Władimir Diekanozow, ros. Владимир Георгиевич Деканозов (ur. w czerwcu 1898 w Baku, zm. 23 grudnia 1953 w Moskwie) – działacz partyjny WKP(b), m.in. zastępca przewodniczącego Rady Komisarzy Ludowych Gruzji, zastępca członka i członek Komitetu Centralnego WKP(b) wybrany na XVIII Zjeździe (1939) oraz członek Rady Najwyższej ZSRR pierwszej i drugiej kadencji; funkcjonariusz Czeka/OGPU/NKWD.

## Życiorys
Urodzony   w rodzinie urzędnika przedsiębiorstwa naftowego. Studiował medycynę na uniwersytetach w Saratowie i Baku.
Podczas pobytu w Tbilisi w 1918 związał się z grupą marksistowską. Do partii komunistycznej wstąpił w 1920 roku. W czerwcu 1920 wstąpił do Armii Czerwonej, w której już w latach 1918–1919 działał ochotniczo. Od czerwca 1920 do czerwca 1921 roku, kiedy to oficjalnie stał się żołnierzem Armii Czerwonej, został szefem Oddziału specjalnego odkomenderowanego z 20 dywizji 11 Armii do Baku. Różne źródła mówią, że Diekanozow był wykorzystywany przez miejscową Czekę, rozpracowując m.in. Ministerstwo Zdrowia istniejącej w latach 1918-1920 Demokratycznej Republiki Azerbejdżanu.
W czerwcu 1921 roku oficjalnie wstąpił do Czeka. Swoją długoletnią służbę rozpoczął w Azerbejdżańskiej SRR, w tamtejszej Czeka, jako komisarz Oddziału do Walki z Bandytyzmem (OBB). Jeszcze pod koniec 1921 roku został przesunięty także jako komisarz do Oddziału Ekonomicznego (EKO) Azerbejdżańskiej Czeka. Rok później został zastępcą szefa tego Oddziału (EKO), a pod koniec 1922 roku został przeniesiony jako komisarz do Tajnego Oddziału Operacyjnego (СОЧ) Czeka. Po bardzo krótkiej służbie został przeniesiony na to samo stanowisko w Tajnym Oddziale Operacyjnym Gruzińskiej i Zakaukaskiej Czeka, gdzie służył do grudnia 1926 roku.

W międzyczasie nastąpiła reorganizacja służb specjalnych - m.in. w 1922 roku zlikwidowano Czeka i został powołany GPU przy NKWD RFSRR). Po utworzeniu ZSRR, w listopadzie 1923 roku GPU wyodrębniono ze struktur Ludowego Komisariatu Spraw Wewnętrznych (NKWD) RFSRR, a na jego bazie powołano Zjednoczony Państwowy Zarząd Polityczny (OGPU) i podporządkowano bezpośrednio Radzie Komisarzy Ludowych ZSRR. 
Od 20 grudnia 1926 do 17 kwietnia 1927 Diekanozow służył jako szef Oddziału Ogólnoadministracyjnego(ОАЧ) przy Pełnomocnym Przedstawicielstwie (ПП/PP) OGPU Zjednoczonego Państwowego Zarządu Politycznego w Zakaukaskiej Federacyjnej Socjalistycznej Republice Radzieckiej, wykonywał tę samą pracę w Gruzji należącej wówczas (do 1936) do ZFSRR.
Kiedy pod koniec września 1938 roku Ławrientij  Beria został szefem Głównego Zarządu Bezpieczeństwa Państwowego (GUGB NKWD), tym samym zastępcą Nikołaja Jeżowa ówczesnego ludowego komisarza spraw wewnętrznych, swoją pracę rozpoczął od usunięcia ludzi Jeżowa z kluczowych stanowisk w  GUGB (a później ich fizycznej likwidacji) i zastępowaniem ich swoją kliką. Byli to głównie Gruzini wywodzący się z Gruzińskiej Czeka/OGPU, lub funkcjonariusze organów bezpieczeństwa służący na Zakaukaziu, jak: Siergiej Goglidze, Wsiewołod Mierkułow, Ławrientij Canawa, Bogdan Kobułow, Sołomon Milsztejn i Władimir Diekanozow. Beria będąc już na miejscu Jeżowa mianował ich na kluczowe stanowiska w NKWD w centrali i w terenie, Mierkułow został jego I zastępcą i szefem  GUGB, w terenie Canawa został szefem Białoruskiego NKWD, a Amajak Kobułow, brat Bogdana Kobułowa, bardzo bliskiego współpracownika Berii, p.o szefa Ukraińskiego NKWD.
Diekanozow przeszedł do centrali NKWD w listopadzie 1938. 2 grudnia 1938 roku został szefem Oddziału 5 GUGB, (tzw. INO ИНОстранный отдел, Oddział Zagraniczny) zajmującego się wywiadem zagranicznym. Kierował nim do maja 1939 roku, kiedy został zastąpiony przez majora BP Pawła Michajłowicza Fitina absolwenta Szkoły Specjalnego Przeznaczenia, pierwszej oficjalnej szkoły wywiadu w ZSRR. Diekanozow w stopniu komisarza BP III rangi został zastępcą szefa GUGB Mierkułowa oraz szefem Oddziału 3 (KRO) GUGB odpowiedzialnego za kontrwywiad. W 1939 został zastępcą członka, a w 1941 członkiem KC WKP(b).
W czasie gdy kierował kontrwywiadem GUGB został zastępcą Ludowego Komisarza Spraw Zagranicznych Mołotowa następnie ambasadorem ZSRR w Berlinie. Kiedy po śmierci Stalina Beria zlikwidował Ministerstwo Bezpieczeństwa Państwowego ZSRR, a jego komórki włączył do kierowanego przez siebie Ministerstwa Spraw Wewnętrznych ZSRR, mianował Diekanozowa ministrem SW Gruzinskiej SRR. 
Diekanozow został aresztowany po upadku Ławrientija Berii, uznany przez Sąd Najwyższy za winnego próby odbudowy kapitalizmu i przywrócenia rządów burżuazji. Rozstrzelany w 1953.

## Odznaczenia
- Order Lenina (3 listopada 1944)
- Order Czerwonego Sztandaru (26 kwietnia 1940)
- Order Wojny Ojczyźnianej I klasy (5 listopada 1945)
- Order Czerwonego Sztandaru Pracy Gruzińskiej SRR (10 kwietnia 1931)
- Odznaka "Honorowy Funkcjonariusz Czeki/GPU (V)" (1929)

I 3 medale.